# Bojnice (uzdrowisko)
Bojnice - uzdrowisko na terenie miasta Bojnice, w środkowo-zachodniej Słowacji. Położone jest na wysokości ok. 300 m n.p.m., na pograniczu Kotliny Górnonitrzańskiej i Gór Strażowskich.

## Historia
Pierwsza pisemna wzmianka o bojnickich termalnych źródłach znajduje się w dokumencie króla Kolomana z 1113 r., przechowywanym w opactwie zoborskim. Cieplice te wspominane sa tam jako fons fervidus (gorące źródło).
Pierwsze wzmianki o wykorzystaniu źródeł leczniczych pochodzą z roku 1549. Autor Juraj Werhner opisuje je  jako zbiorniki z wodą o różnych temperaturach. Po przebudowie kąpieliska przez Pawła Palffy’ego w informacji z 1671 r. czytamy, że w bojnickim uzdrowisku jest pięć basenów pod wspólnym dachem.
Na przełomie XIX i XX w. ostatni właściciel państwa bojnickiego, hrabia Ján Pálffy przeprowadził przebudowę cieplic. Współczesny rozwój uzdrowiska zaczął się w latach 30. XX w., kiedy jego właścicielem został Jan Antonín Baťa. Status miejscowości uzdrowiskowej uzyskały Bojnice  17 czerwca 1959 r.

## Zakres działania uzdrowiska
W czasach dzisiejszych uzdrowisko prowadzi zabiegi dla osób cierpiących na choroby narządów ruchu, reumatyzm, choroby neurologiczne.